# Taylor Johnson
Taylor Johnson (8 augustus 2000) is een tennisspeelster uit de Verenigde Staten.
In 2017 won ze samen met Claire Liu de USTA Girls'18s National Championship. Hiermee kregen ze samen een wildcard voor de US Open damesdubbel, waarmee ze haar eerste grandslam speelde.